# Lijst van nummer 1-hits in Denemarken in 2019
Deze hits stonden in 2019 op nummer 1 in Tracklisten Top 40, de bekendste hitlijst in Denemarken.
| Datum        | Artiest                       | Titel                           |
| ------------ | ----------------------------- | ------------------------------- |
| 4 januari    | Wham!                         | Last Christmas                  |
| 11 januari   | Ava Max                       | Sweet but psycho                |
| 18 januari   | Gilli                         | Kolde nætter                    |
| 25 januari   | Kesi                          | X                               |
| 1 februari   | Lady Gaga & Bradley Cooper    | Shallow                         |
| 8 februari   | Lady Gaga & Bradley Cooper    | Shallow                         |
| 15 februari  | Lady Gaga & Bradley Cooper    | Shallow                         |
| 22 februari  | Lady Gaga & Bradley Cooper    | Shallow                         |
| 1 maart      | Lady Gaga & Bradley Cooper    | Shallow                         |
| 8 maart      | Lady Gaga & Bradley Cooper    | Shallow                         |
| 15 maart     | Lady Gaga & Bradley Cooper    | Shallow                         |
| 22 maart     | Lady Gaga & Bradley Cooper    | Shallow                         |
| 29 maart     | Lady Gaga & Bradley Cooper    | Shallow                         |
| 5 april      | Lord Siva & Vera              | Paris                           |
| 12 april     | Lord Siva & Vera              | Paris                           |
| 19 april     | Lord Siva & Vera              | Paris                           |
| 26 april     | Lil Nas X                     | Old town road                   |
| 3 mei        | Lil Nas X                     | Old town road                   |
| 10 mei       | Lil Nas X                     | Old town road                   |
| 17 mei       | Lil Nas X                     | Old town road                   |
| 24 mei       | Ed Sheeran & Justin Bieber    | I don't care                    |
| 31 mei       | Gilli                         | Vai amor                        |
| 7 juni       | Gilli                         | Vai amor                        |
| 14 juni      | Gilli                         | Vai amor                        |
| 21 juni      | Gilli                         | Vai amor                        |
| 28 juni      | Gilli                         | Vai amor                        |
| 5 juli       | Gilli                         | Vai amor                        |
| 12 juli      | Shawn Mendes & Camila Cabello | Señorita                        |
| 19 juli      | Shawn Mendes & Camila Cabello | Señorita                        |
| 26 juli      | Shawn Mendes & Camila Cabello | Señorita                        |
| 2 augustus   | Shawn Mendes & Camila Cabello | Señorita                        |
| 9 augustus   | Shawn Mendes & Camila Cabello | Señorita                        |
| 16 augustus  | Shawn Mendes & Camila Cabello | Señorita                        |
| 23 augustus  | Shawn Mendes & Camila Cabello | Señorita                        |
| 30 augustus  | Tones and I                   | Dance monkey                    |
| 6 september  | Tones and I                   | Dance monkey                    |
| 13 september | Tones and I                   | Dance monkey                    |
| 20 september | Tones and I                   | Dance monkey                    |
| 27 september | Tones and I                   | Dance monkey                    |
| 4 oktober    | Tones and I                   | Dance monkey                    |
| 11 oktober   | Tones and I                   | Dance monkey                    |
| 18 oktober   | Node                          | Super Mario                     |
| 25 oktober   | Node                          | Super Mario                     |
| 1 november   | Node                          | Super Mario                     |
| 8 november   | Node                          | Super Mario                     |
| 15 november  | Branco & Gilli                | Verden vender                   |
| 22 november  | Branco & Gilli                | Verden vender                   |
| 29 november  | A'Typisk, Gilli & KESI        | Kærlighed                       |
| 6 december   | A'Typisk, Gilli & KESI        | Kærlighed                       |
| 13 december  | Mariah Carey                  | All I want for Christmas is you |
| 20 december  | Burhan G & Frida Brygmann     | Tinka                           |
| 27 december  | Burhan G & Frida Brygmann     | Tinka                           |